# 酒梅組
酒梅組（さかうめぐみ）は、大阪府大阪市西成区に本部を置く博徒系指定暴力団。構成員数は2023年末の時点で約10人（30人）である。

## 来歴
1873年（明治6年）生まれの初代・鳶梅吉は10代後半頃から賭場に出入りし、会津小鉄の若頭であった長谷川伊三郎に師事したのち、3人の実弟を率いて大阪難波を中心に勢力を拡大。1933年（昭和8年）に鳶は病没、田中勇吉が二代目を襲名するも、それからわずか2年後の1935年（昭和10年）に田中が死去。諸派鼎立するなか、戦後に松山庄次郎が三代目を継承した。松山は山口組の田岡一雄組長と五分の兄弟の関係（対等な兄弟分の関係）を結び、全日本プロレス協会の会長も務め、1961年（昭和36年）に63歳で没するまで田岡と親交関係にあった。松山亡き後の四代目を中納幸男が継承、さらに1979年（昭和54年）に谷口正雄が五代目を襲名した。彼の継承式には田岡を含む友好団体の最高幹部が多数参加し、この頃が最も権勢を誇っていた。
1993年（平成5年）の5月26日、大阪府公安委員会は酒梅組を指定暴力団に指定した。
2003年（平成15年）には保守新党の代議士松浪健四郎の私設秘書の給与275万円を酒梅組系の建設会社が肩代わりしていたことが発覚している。
2010年（平成22年）、南喜雅が八代目を継承。
2013年（平成25年）、南喜雅八代目が病気療養のため引退し、谷口正雄五代目の子飼いの若衆であり、自らは天龍会を率いて五代目体制では若頭補佐、八代目体制では舎弟頭を務めてきた吉村光男が九代目を継承。吉村光男九代目は井上邦雄と兄弟分だったことから、2015年の山口組分裂以降は神戸山口組を支持した。
2018年（平成29年）、九代目体制で若頭を務めてきた木下政秀が十代目を継承。吉村光男は総裁となった。
2021年（令和3年）4月26日、木下政秀の継承式が正式に行われ、総裁・吉村光男は引退した。吉村の引退に伴い、木下は大同会・森尾卯太男会長の後見を得て六代目山口組と関係を修復した。しかし、指定暴力団に指定されて以降、警察の取り締まりや顧客の高齢化で賭場が開けなくなったことにより酒梅組の勢力は衰退の一途をたどっており、指定暴力団の中ではもはや構成員数は上記の通り最小となっている。

## 歴代組長
- 初 代：鳶 梅吉　140名
- 2代目：田中 勇吉
- 3代目：松山 庄次郎
- 4代目：中納 幸男
- 5代目：谷口 正雄（谷政組組長）450名
- 6代目：大山 光次（本名は辛 景烈・三代目阪口組組長）
- 7代目：金山 耕三朗（本名は金 在鶴・金山組組長）[8] 200名
- 8代目：南 喜雅（本名は南 與一・三代目森下連合会長）70名
- 9代目：吉村 光男（天龍会会長）50名
- 10代目：木下 政秀（本名は李 正秀　木政組組長）30名[2]

## 七代目酒梅組・暫定体制 組織図
- 組長 - 金山 耕三朗
- 組長代行 - 南 喜雅（三代目森下連合会長）
- 最高顧問 - 松本 満（松本組組長）
- 役職不明 - 長谷坂健一（長谷健組組長）
- 顧問 - 出口 幸太郎（出口組組長）
- 顧問 - 金山順一（金政組組長）
- 顧問 - 吉村光男（天龍会会長）
- 若頭 - 木下政秀（木政組組長）
- 本部長 - 早川公裕（早川組組長）
- 若頭補佐 - 伊藤晴夫
- 若頭補佐 - 加藤貴弘
- 若頭補佐 - 児玉雄司
- 若頭補佐 - 吉岡和敏（吉岡組組長）
- 若頭補佐 - 塚本博司（塚本組組長）
- 若頭補佐 - 岡崎 道
- 若頭補佐 - 金石和信（金石會会長）
- 若頭補佐兼事務局長 - 辻本憲次
- 役職不明 - 河崎 巌（四代目伊藤組組長）
- 役職不明 - 斉藤誠治
- 役職不明 - 野中康宏
- 役職不明 - 甲斐田 徹

## 九代目酒梅組・組織図
- 組長 - 吉村光男
- 若頭 - 月岡正剛
- 本部長 - 木下政秀（木政組組長）
- 若頭補佐 - 南 正孫（四代目森下連合会長)
- 若頭補佐兼事務局長 - 伊藤晴夫（七代目今西組組長)
- 若中 - 早川公裕（早川組組長）
- 若中 - 加藤貴弘
- 若中 - 児玉雄司
- 若中 - 森本忠士
- 若中 - 金石和信（金石會会長）
- 若中 - 高山吉雄
- 若中 - 中田一成（光成会会長）
- 若中 - 池田貴紀（三代目天竜会会長）
- 若中 - 野山景年
- 本家付 - 末武正司（四代目森下連合若頭）
- 本家付 - 中山次哲（早川組若頭）
- 本家付 - 秋元天志（木政組若頭）
- 本家付 - 山下 亨（木政組舎弟頭）

## 十代目酒梅組・組織図
- 組長 - 木下政秀
- 若頭 - 金石盛栄（金石會会長）
- 舎弟頭 - 月岡正剛
- 本部長 - 早川公裕（早川組組長）
- 事務局長 - 中田一成（光成会会長）
- 舎弟頭補佐 - 伊藤晴夫（七代目今西組組長）
- 舎弟頭補佐 - 南 正孫（四代目森下連合会長）
- 若頭補佐 - 秋元天志
- 若中 - 児玉雄司
- 若中 - 森本忠士
- 若中 - 池田貴紀
- 若中 - 野山景年
- 若中 - 小野寺 和彦（光和会会長）
- 若中 - 花木祐紀
- 若中 - 筒井 達
- 本家付 - 中山次哲（早川組若頭）
- 本家付 - 石村 慎（金石會若頭代行）

## 十代目酒梅組・組織図（2023年10月時点）
- 組長 - 木下政秀
- 若頭 - 金石盛栄（金石會会長）
- 本部長：早川公裕（早川組組長）
- 若頭補佐兼事務局長：中田一成（八代目今西組組長）
- 若頭補佐 - 秋元天志
- 若頭補佐 - 池田貴紀
- 幹部 - 児玉雄司
- 幹部 - 野山景年
- 若中 - 森本忠士
- 若中 - 花木祐紀

## その他
7代目組長・金山耕三朗（金在鶴）は韓国の暴力団である七星派の頭目・李康桓と義兄弟の契りを交わしていた。